# Anuwat Inyin
Anuwat Inyin (tiếng Thái: อนุวัฒน์ อินยิน; sinh ngày 17 tháng 2 năm 1985), còn được biết với tên đơn giản Nu (tiếng Thái: นุ), là một cầu thủ bóng đá người Thái Lan thi đấu ở vị trí tiền vệ trung tâm cho câu lạc bộ Giải bóng đá Ngoại hạng Thái Lan Pattaya United. Anh được bình chọn là tiền vệ xuất sắc nhất Thai Division 1 League 2010 khi thi đấu cho Air Force United.